# ホラ吹き太閤記
『ホラ吹き太閤記』（ホラふきたいこうき）は、1964年に制作、公開された日本映画。クレージーキャッツ主演作品で、「時代劇シリーズ」第1作。撮影の一部は姫路城で行われた。同時上映は“駅前シリーズ”の一作である『喜劇 駅前天神』（監督：佐伯幸三）。

## 作品内容
題名の通り『太閤記』を基に、植木等扮する木下藤吉郎こと後の豊臣秀吉を主人公としたコメディ映画である。秀吉の前半生にあたる蜂須賀小六との出会いから、織田信長に仕官を経て、桶狭間の戦いまでを描き、墨俣へ旅立つところで幕となる。途中寧子をめぐって前田利家（犬千代）との恋の争い、それを経ての友情を交えつつ、要領よく立ち回り出世していくのは、これまでの植木主演の作品と同様である。
青島幸男が大久保彦左衛門役でクレージー映画に初出演した。

## あらすじ
時は戦国時代。三河国に天下取りを夢見る一人の若者がいた。名は日吉丸。行商を飯の種にしていたが、ひょんなことから野武士の大将・蜂須賀小六と出会い、家来として付いていくことに。日吉丸は頭の回転の速さと行動力の良さを早くも発揮し、小六一味がライバルの拠点を襲撃した際はドサクサに紛れて相手方の千両箱をちゃっかり頂き、ある時は小六が持っていた名刀・備前村正を明朝までに拝借すると宣言し本当に実行してしまう。小六は日吉丸の実力を認め、もし本気で仕官したいなら尾張の織田信長のもとへ行けとアドバイスする。
日吉丸は木下藤吉郎と改名して織田家へ仕官を希望し、まず使用人として信長の草履取りを命じられる。藤吉郎は草履を懐で温めて気遣うが、逆に信長から気持ち悪がられて厩番への異動が決定。使用人としては降格だが食うには困らないとのんきな藤吉郎。だが厩で信長の愛馬・鳴神が病気で倒れていると知り、その原因が栄養失調だと見抜いた彼は、思い切って備前村正を質に入れ、その金で朝鮮人参を買えるだけ買い鳴神に食べさせた。狙いは当たり、鳴神はみるみるうちに回復していく。
そんな折、信長の家臣・前田利家から、厩番の娘・寧子の思いが知りたいと相談を持ちかけられる。火縄銃の試射を条件に引き受けた藤吉郎だが、寧子の返事は意外なもので、なんと彼女は鳴神の一件をきっかけに藤吉郎が好きになったという。翌日、藤吉郎は試射で的のど真ん中を射抜いた後、寧子は諦めたほうが良いと利家に告げる。悔しがるも負けを認める利家。藤吉郎はその潔さに感心し、利家も彼の実力を讃えた。やがて藤吉郎は鳴神を治癒させた功績によりめでたく台所役へと昇進し、彼はいの一番にそのことを寧子へ伝えに行く。大いに喜ぶ寧子。こうして二人はすっかりいい仲になっていく。
城の資材管理を任された藤吉郎は、商人から炭と薪が注文量通りに納入されてないことを突き止め指摘するが、そう硬いことを言わずに、と交わされある晩派手な接待を受ける。大満足のところに「昇進祝い」と称して商人達から袖の下を渡される藤吉郎だが、譲らずに約束通りの納入を迫り、入れないと言うなら炭や薪くらい自分達で作ってみせると強気に出る。こいつは敵わない、とついに折れる商人達。
経費削減には成功したものの、時を同じくして城では台風被害による城壁の修復が実施中で、おまけに工事は遅れる一方だった。藤吉郎は信長に対して、工事の遅延は敵スパイによるサボタージュ工作だと断言し、自分なら3日で完成させると誓う。そして彼は1日目に作業員達を集めて大宴会を行い、その場で責任者達に賃金の倍増を約束し、かつ組織の再編及び工程の見直しを提案する。こうして士気も高まり効率も良くなった現場は2日で修復を終えてしまった。藤吉郎は足軽頭に取り立てられ、さらに名馬・鳴神まで手に入れる。
一方、駿河国を拠点に強大な勢力を持つ武将・今川義元は、清洲城に送り込んだスパイからの情報を重くみて、上洛への足掛かりとなる三河国への挙兵を決断し、家臣・松平元康を先発隊として出陣させる。当の元康は長い人質生活ゆえイマイチ乗り気になれずにいたが、補佐役の彦左衛門から「大嫌いな奥方から離れられる絶好の機会」とけしかけられると俄然やる気を出し、織田軍の砦を次々陥落させていく。なお、この男が後に徳川家康と名を変え、長きに渡る江戸幕府を開く人物になるとはこの時点で誰も知る由はない。
義元と元康、その他軍勢を含めて計2万余の勢力を誇る今川軍に対し、織田の勢力は4千。信長はいかにして戦うかを家臣たちに問うが、降伏や籠城といった消極案しか出ない。勝つための術を聞きたい、と吠える信長の前にひょっこりと藤吉郎が現れ、義元のいる本隊6千を直接急襲すれば勝てる、と力説する。信長はついに出陣を決め、熱田神宮に必勝祈願を行う。そのついでに藤吉郎は信長立会いのもと、寧子と夫婦の誓いとなる三三九度の儀式を取り交わすのだった。
伝令に扮した藤吉郎は今川軍の本隊に潜入し、桶狭間に陣を構えるという情報を入手。そして振り始めた雷雨の中、織田軍は今川本隊に急襲を仕掛けた。

## キャスト
- 木下藤吉郎：植木等
- 織田信長：ハナ肇
- 徳川家康：谷啓
- 寧子：浜美枝
- お万：藤山陽子
- 瀬名：草笛光子
- 藤井又右衛門：有島一郎
- 前田利家（犬千代）：藤木悠
- 大久保彦左衛門：青島幸男
- 今川義元：藤田進
- 蜂須賀小六：東野英治郎
- 日比野六太夫：清水元
- 三河屋太郎兵衛：潮万太郎
- 林佐渡守：大友伸
- 楓の局：北川町子
- 尾張屋権兵衛：田武謙三
- 柴田勝家：人見明
- 三浦備後守：石黒達也
- 毛利新助：伊藤実
- 駿府城の老女：三條利喜江
- 蜂須賀の部下・馬：藤田まこと ※ノンクレジット
- 織田家の武将：津田光男
- 織田家の武将、蜂須賀の部下：西条竜介　（2役）
- 織田家の武将：岡豊
- 織田家の武将：権藤幸彦
- 織田家の武将：上西弘次
- 織田家の武将、蜂須賀の部下：越後憲三　（2役） ※ノンクレジット
- 織田家の武将、大工、清洲城の門番：勝部義夫　（3役） ※ノンクレジット
- 織田家の武将：中西英介、庄司一郎、関田裕、岡部正、松原靖、中島春雄、清水良二 ※ノンクレジット
- 今川家の武将、蜂須賀の部下：長谷川弘　（2役） ※ノンクレジット
- 今川家の武将、大工：生方壮児　（2役） ※ノンクレジット
- 今川家の武将：大仲清治、千葉一郎、草間璋夫 ※ノンクレジット
- 棟梁：広瀬正一
- 大工：熊谷卓三、吉田静司
- 大工：須田準之助、安芸津広 ※ノンクレジット
- 織田家の伝令：荒木保夫
- 今川方の伝令：堤康久、成田孝
- 今川方の足軽頭：木村博人
- 今川方の間者：黒木順、渋谷英男
- 厩の番人：井上大助
- 厩の番人：川又由希夫、篠原正記 ※ノンクレジット
- 信長の近習：久野征四郎、三浦敏男 ※ノンクレジット
- 義元の近習：森下慶一 ※ノンクレジット
- 久世竜
- 土屋詩朗
- 田中浩
- 山口博義

## スタッフ
- 製作：森田信、渡辺晋
- 監督：古澤憲吾
- 脚本：笠原良三
- 音楽：萩原哲晶、宮川泰
- 語り：芥川隆行　※ノンクレジット

## 挿入歌
- 『だまって俺について来い』

作詞：青島幸男、作曲：萩原哲晶、歌：植木等
- 『野武士の歌』

作詞：青島幸男、作曲：萩原哲晶、歌：野武士一同
- 『もっとも節―馬厩の歌』

作詞：田波靖男、作曲：宮川泰、歌：植木等
- 『なにがなんでもぶちあてろ』

作詞：青島幸男、作曲：萩原哲晶、歌：植木等
- 『民謡メドレー』

民謡、歌：植木等
- 『天下取り節』

作詞：青島幸男、作曲：萩原哲晶、歌：植木等
- 『人生五十年』

作詞：笠原良三、作曲：宮川泰、歌：植木等

## エピソード
- 本作はクレージー初の時代劇であると共に、古澤憲吾にとっても初の時代劇演出となった。クライマックスの桶狭間の戦いシーンでは、時代劇では掟破りのヘリコプターによる空撮を導入、古澤の師匠の一人である稲垣浩から批判されたという（もっとも稲垣自身も後に『風林火山』で空撮を導入している）。なおこのシーンでは、画面端にロケバスが映り込んでいた[2]。
- 『オフィシャル・クレージーキャッツ』（1993年刊）によると、犬塚弘は古澤憲吾監督との確執から降板したとのトリビアもある[要ページ番号]。